# Muga de Sayago (kommunhuvudort)
Muga de Sayago är en kommunhuvudort i Spanien.   Den ligger i provinsen Provincia de Zamora och regionen Kastilien och Leon, i den nordvästra delen av landet, 230 km nordväst om huvudstaden Madrid. Muga de Sayago ligger 782 meter över havet och antalet invånare är 460.
Terrängen runt Muga de Sayago är platt. Runt Muga de Sayago är det mycket glesbefolkat, med 6 invånare per kvadratkilometer. Närmaste större samhälle är Fermoselle, 18,3 km väster om Muga de Sayago. Trakten runt Muga de Sayago består i huvudsak av gräsmarker.